# Za Kalvarijo
Za Kalvarijo – wieś w Słowenii, w gminie miejskiej Maribor. W 2018 roku liczyła 157 mieszkańców. 